# Tephritis ruralis
Espèce
Synonymes
- Trypeta ruralis Loew, 1844

La Mouche de la Piloselle, Tephritis ruralis, est une espèce d'insectes diptères de la famille des Tephritidae et du genre Tephritis. Le corps de l'adulte est long de 3,5 à 4 mm. La larve se développe exclusivement au sein du capitule de la Piloselle dont elle se nourrit des graines. L'infestation est de 10 à 30% des capitules, chacun pouvant renfermer de une à quatre larves blanches,.
La Mouche de la Piloselle est présente sur l'ensemble de l'Europe. En France, cette espèce, courante, vole de mai à septembre sur les lieux secs et les coteaux.

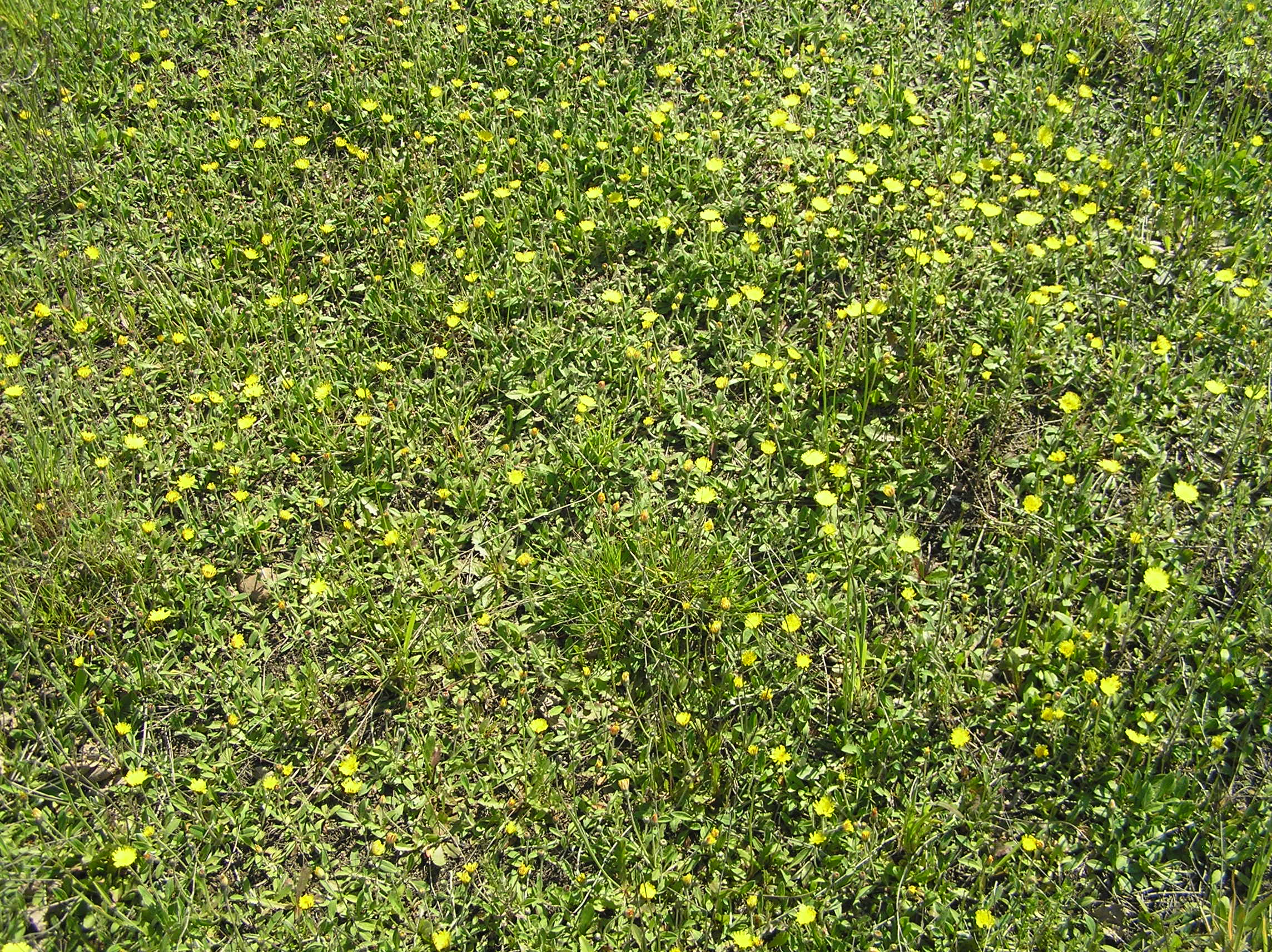
Piloselle ou Épervière piloselle, plante hôte de la larve
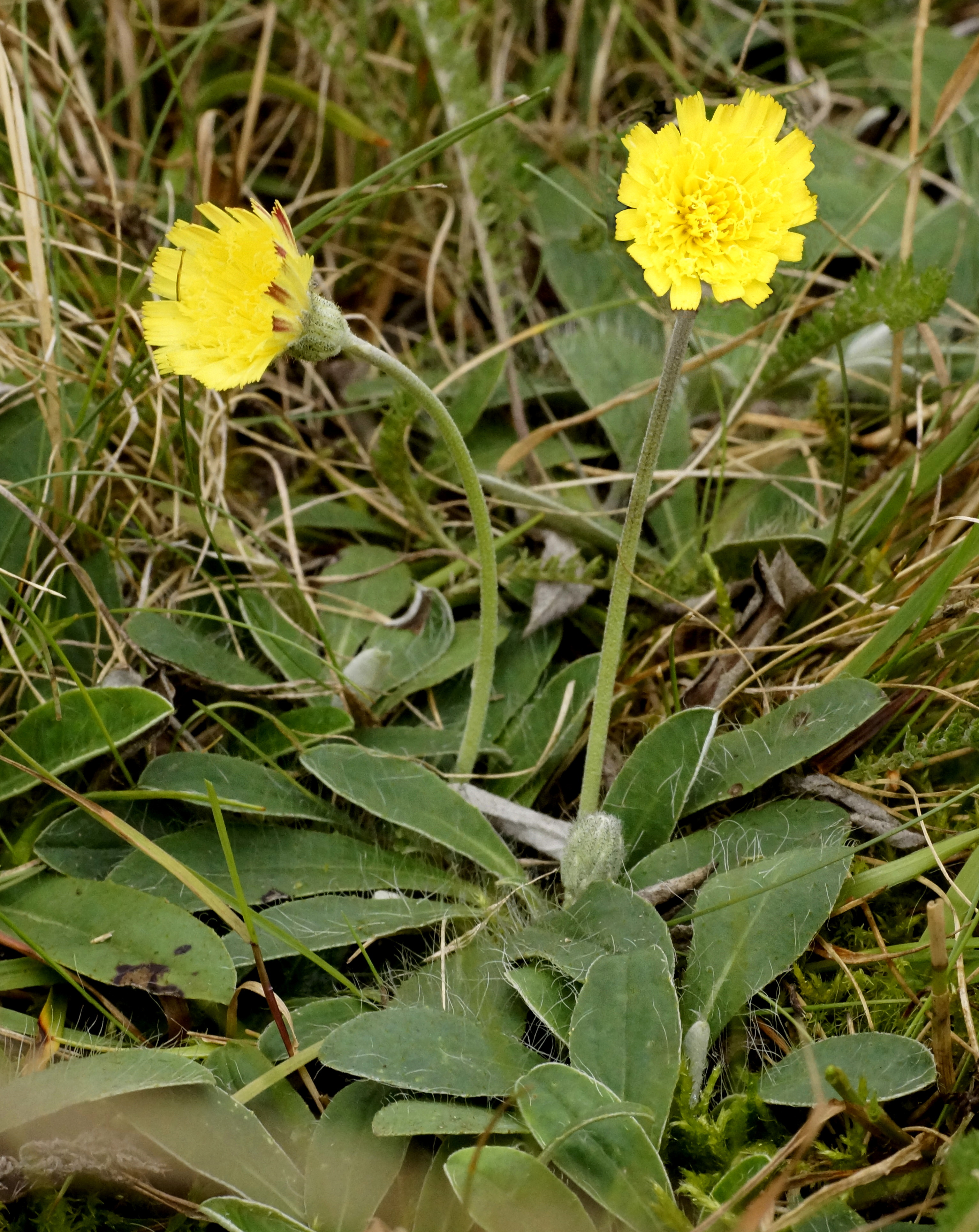
Épervière piloselle
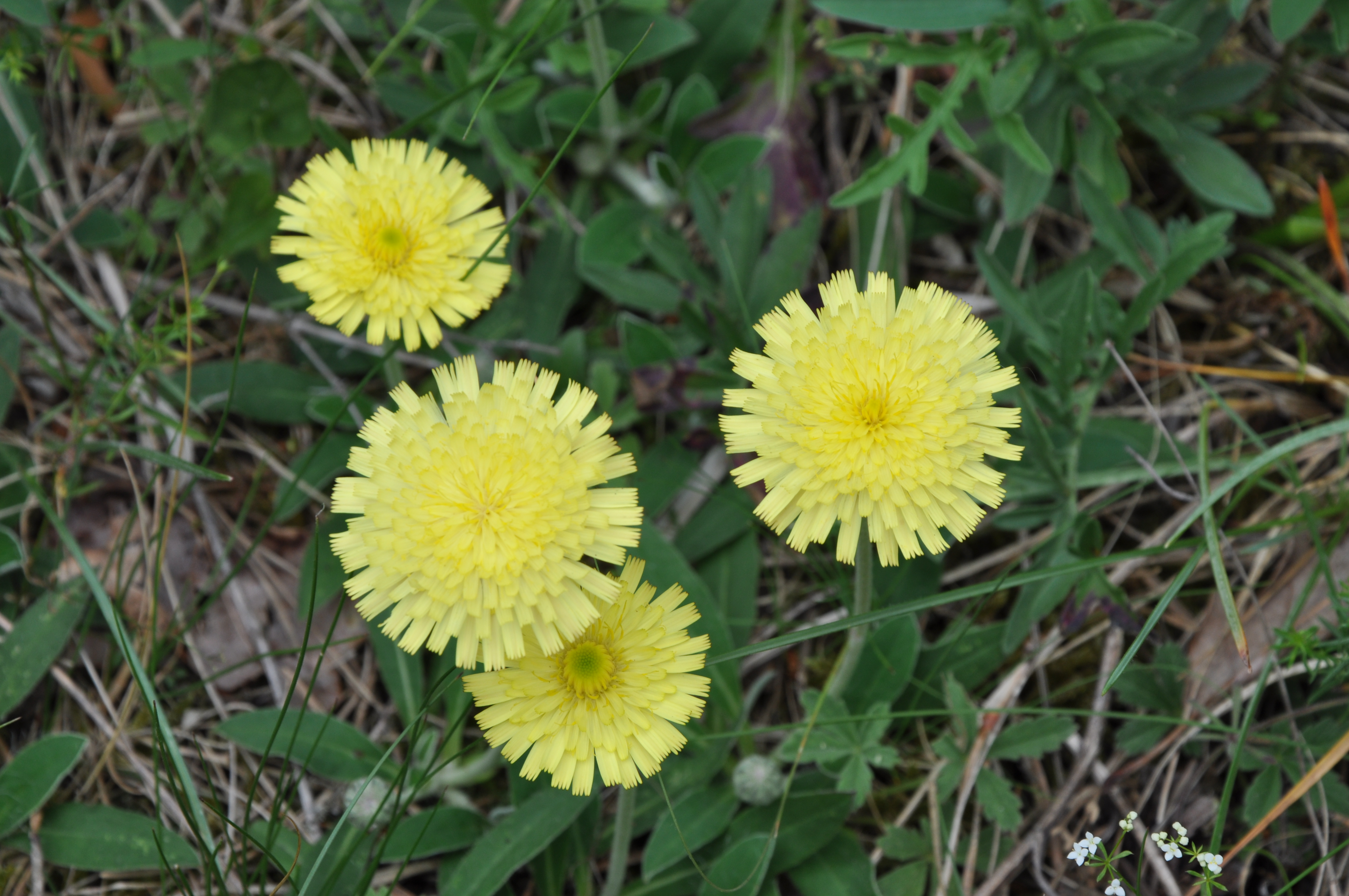
Épervière piloselle